# Piers Butler (3e vicomte Galmoye)
Piers Butler, 3e vicomte Galmoye, ou vicomte Galmoy (21 mars 1652 - 18 juin 1740) est un noble anglo-irlandais. Il descend de Thomas Butler (10e comte d'Ormonde) et est le fils d' Edward Butler, 2e vicomte Galmoye et Eleanor White.

## Carrière
En 1677, il obtient le grade de LL.D. à Oxford. Sous Jacques II d'Angleterre, il est conseiller privé d'Irlande, lieutenant du comté de Kilkenny et colonel du 2e Régiment of Irish Horse. En tant que membre de l'armée irlandaise jacobite, il commande un régiment à la Bataille de la Boyne et sert avec distinction à Aughrim. Il est l'un des signataires du traité de Limerick. À la Glorieuse Révolution, il aurait probablement pu sécuriser ses anciens domaines à Kilkenny et à Wexford, s’il avait consenti à donner son allégeance à Guillaume III d'Orange-Nassau au lieu de suivre Patrick Sarsfield et Jacques II en exil en France. Au lieu de cela, le Parlement anglais déclare ses titres confisqués en 1697 par la loi 9 William III, chap. 5ème .
En 1692, il est créé comte de Newcastle dans le comté de Limerick, dans la pairie jacobite d'Irlande. En France, il est nommé colonel du 2e régiment de cavalerie irlandais au service de ce pays et participe à diverses batailles de la guerre de succession d'Espagne, devenant également lieutenant-général de l'armée espagnole. Il est au siège de Roses en 1693 et, en 1694, il est brigadier attaché à l'armée allemande. Il sert en Italie et dans d'autres parties du continent de 1701 à 1703, partageant toutes les fortunes de la brigade irlandaise.
Il sert ensuite dans l'armée française en tant que lieutenant général. Il est créé brigadier de cavalerie en 1694. Lord Galmoy (comme il épelait son nom) meurt à Paris le 18 juin 1740 et est enterré à St Paul's .

## Famille
Il épouse Anne Mathew et a avec elle un fils, le colonel Edward Butler, tué à la bataille de Malplaquet en 1709. Après le décès de sa première femme, il épouse Henrietta FitzJames, fille illégitime du roi Jacques II et d'Arabella Churchill, le 3 avril 1695. Elle est la veuve de Henry Waldegrave (1er baron Waldegrave).
Le colonel James Butler, fils de Richard, frère du vicomte, lui succède.